# Apóstolos Diamantís
Apóstolos Diamantís (en grec moderne : Απόστολος Διαμαντής), né le 20 mai 2000 à Serrès en Grèce, est un footballeur grec qui évolue au poste de défenseur central au Panserraikos FC.

## Biographie

### Débuts professionnels
Né à Serrès, en Grèce, Apóstolos Diamantís est formé par le Panserraikos FC avant de rejoindre le PAOK Salonique en 2016, où il poursuit sa formation. Il ne joue toutefois aucun match en équipe première avec ce club.
En juin 2019 est annoncé le prêt pour une saison de Diamantís au Volos FC. C'est avec ce club qu'il joue son premier match en professionnel, débutant en tant que titulaire le 31 août 2019 face à l'Aris Salonique, en championnat. Son équipe s'impose par un but à zéro.

### OFI Crète
Le 23 août 2020, Apóstolos Diamantís n'étant pas conservé par le PAOK Salonique où il n'a jamais eu sa chance avec l'équipe première, il s'engage l'OFI Crète pour un contrat courant jusqu'en juin 2024. Il joue son premier match sous ses nouvelles couleurs le 20 septembre 2020, à l'occasion d'un match de championnat contre le PAS Lamía. Il est titulaire et son équipe s'impose par deux buts à un.

### En sélection
Sélectionné avec l'équipe de Grèce des moins de 19 ans de 2018 à 2019, il se fait remarquer en marquant un but contre l'Angleterre le 23 mars 2019, contribuant à la victoire de son équipe (1-0).
Apóstolos Diamantís joue son premier match avec l'équipe de Grèce espoirs, face à l'Ukraine, le 14 octobre 2019. Il est titularisé au poste de milieu défensif lors de cette rencontre perdue par les siens (2-0).
Il inscrit son premier but avec les espoirs le 8 octobre 2021, contre la Biélorussie. Il est titularisé et ouvre le score lors de ce match remporté par les siens (0-2 score final).